# Mercy (Allier)
 Mercy  es una población y comuna francesa, situada en la región de Auvernia, departamento de Allier, en el distrito de Moulins y cantón de Neuilly-le-Réal.

## Demografía
| 502 | 427 | 383 | 378 | 350 | 293 |
| Para los censos de 1962 a 1999 la población legal corresponde a la población sin duplicidades (Fuente: INSEE [Consultar]) |     |     |     |     |     |